# ジャズ (プロレスラー)
カーリン・デニス・ムーア＝ベグナウド（Carlene Denise Moore-Begnaud、女性、1973年8月27日 - ）は、アメリカ合衆国のプロレスラーで、主なリングネームはジャズ（Jazz）。2007年よりWSUと契約。過去にはECWやWWE（WWF）にてディーバとして活動し、女子王座を2度獲得している。

## 来歴
大学中退後、ルイジアナ州のレスリングスクールに入門。きっかけはジャクリーン・ムーアの影響だった。ロッド・プライスの下、6-8ヶ月トレーニングを重ね、ムーア相手にデビュー。
ジャズミン（Jazzmine）を名乗りECWにてインパクト・プレイヤーズに加わる。
また、FMWに来日も果たし、11月23日の横浜アリーナ大会にてミス・モンゴル、マリア・ホサカと組み、ハンディキャップマッチとして中山香里、元川恵美組と対戦、しかし敗れる。
2001年、WWF（後のWWE）のファームであったOVWに移籍し、6ヶ月トレーニング。WWFと2年契約を結んだ。サバイバー・シリーズにてチャイナが返上したWWF女子王座決定シックスパック・チャレンジでWWFデビュー。最終的にはトリッシュ・ストラタスがアイボリーからフォールを奪い王座獲得。2002年2月4日、Rawにて初めて同王座を獲得。
2004年11月、解雇される。
2005年1月16日よりインディ団体を転戦するとともに非公式ECWリユニオンショーにも参加。
2006年、WWEの番組として復活したECWに参加。6月7日の「WWE vs. ECW Head to Head」にて女子王者ミッキー・ジェームスと対戦も敗れる。2007年1月18日再びWWEより解雇。
2007年5月、フランスのQueens of Chaosに参戦。2009年、WSUデビューでエンジェル・オルシニに勝利。 
2016年9月16日、アンバー・ギャローズを破りNWA世界女子王座獲得。
10月28日、REINA女子プロレスに来日を果たし、CMLL-REINAインターナショナル王者のハイジ・カトリーナとダブルタイトルマッチを行う。

## 得意技
- ビッチ・クランプ[13][14]
- フィッシャーマン・バスター[13]
- ジャズ・スティッチャー[2]
- DDT[13]
- シットアウト[13][15]
- ランニング・スプラッシュ[13]
- シングルレッグ・ボストンクラブ[2]
- STF[2]
- ランニング・レッグドロップ[13]

## 入場曲
- The LOX featuring DMX and Lil' Kim「Money, Power & Respect」
- Jim Johnston「Jazz Stinger」

## タイトル
- DCWルイジアナ州王座[16]
- NWAサイバースペース女子王座[17]
- WSUタッグ王座 – w/ Marti Belle
- WEW世界王座[13]
- WWE（WWF）女子王座（2回）[18]
- NWA世界女子王座